# بطء القلب العكسي
بطء القلب العكسي هو بطء القلب (تناقص في سرعة القلب) ما دون 60 نبضة في الدقيقة نتيجة انعكاس مُسْتَقْبِلَة الضَّغْط أحد آليات الجسم الاسْتِتْبابِية المسئولة عن منع ارتفاع ضغط الدم الشاذ. وفي ظل ارتفاع الضغط الشرياني الرئيسي، فإن منعكس مستقبلة الضغط يقوم بإنتاج بطء القلب العكسي كطريقة لتقليل ضغط الدم عن طريق تقليل النتاج القلبي.
ويتم تحديد ضغط الدم (BP) بواسطة النتاج القلبي (CO) والمقاومة المحيطية الكلية (TPR) وفقًا للمعادلة التالية BP=CO x TPR. ويتأثر النتاج القلبي بعاملين أساسيين، أولهما سرعة القلب (HR)، والثاني حجم النفضة (SV) وهو حجم الدم المضخوخ من أحد بطيني القلب في كل نبضة (CO = HR x SV، وبناءً عليه فإن BP = HR x SV x TPR). وأثناء بطء القلب العكسي، يتم تقليل ضغط الدم عن طريق تقليل النتاج القلبي (CO) بواسطة تقليل سرعة القلب (HR).
ويعزى ارتفاع ضغط الدم إلى الزيادة في النتاج القلبي أو الزيادة في المقاومة المحيطية الكلية أو كليهما.
وتدرك مستقبلات الضغط في الجيب السباتي هذا الارتفاع في ضغط الدم ومن ثم تنقل هذه المعلومات إلى المراكز القلبية الوعائية في جذع الدماغ. ومن أجل الحفاظ على الاسْتِتْباب، فإن المراكز القلبية الوعائية تقوم بتنشيط الجِهاز العَصَبِيّ اللَّاوُدِّيّ. ومن خلال العصب الحائر، فإن الجِهاز العَصَبِيّ اللَّاوُدِّيّ يقوم بتنبيه الأعصاب المسئولة عن إطلاق أسيتيل كولين (ACh) الناقل العصبي في الحويصلات مع خلايا عضلة القلب. ومن ثم يرتبط أستيل الكولين مع مستقبل أستيل كولين موسَكارين مما يسبب نقص سرعة القلب والذي يُشار إليه بطء القلب العكسي.
وتعمل مستقبلات الموسَكارين M2 على تقليل سرعة القلب عن طريق تثبيط إزالة استقطاب العقدة الجيبية الأذينية بواسطة المستقبلات المقترنة بالبروتين ومن خلال تحوير قنوات بوتاسيوم الموسَكارين. وبالإضافة إلى ذلك، فإن مستقبلات M2 تعمل على تقليل القوى التقلصية لعضلة القلب الأُذَينِية وتقليل سرعة توصيل العُقْدَة الأُذَينِيَّة البُطَينِيَّة. ومن ناحية أخرى، فإن مستقبلات M2 ليس لها أي تأثير على القوى التقلصية للعضلة البُطَينِيَّة.
فيما يلي المنبهات المسببة لبطء القلب العكسي:
- المُنْعَكَسُ العَينِيُّ القَلْبِيّ

استجابة *الوُدِّية لفَرْط الضَّغْطِ داخِلَ القِحْف